# Martin Jensen
Martin Jensen é um engenheiro de som norte-americano. Como reconhecimento, foi nomeado ao Oscar 2011 na categoria de Melhor Mixagem de Som por The King's Speech.